# Ogden Crane
Harry Ogden Crane (Brooklyn, Nova Iorque, 1 de setembro de 1873 — Hollywood, Califórnia, 14 de maio de 1940) foi um ator norte-americano da era do cinema mudo.

## Filmografia selecionada
década de 1910
- The Lost Freight Car (1911)[1]
- The Light of Western Stars (1918)
- The Valley of the Giants (1919) - Mayor Poundstone

década de 1920
1920
- Sic-Em .... Stephen Hamilton
- Her Five-Foot Highness .... Lesley Saunders
- The Dwelling Place of Light .... Chester Sprole
- Wedding Blues

1921
- The Greater Profit .... Creightoon Hardage
- See My Lawyer .... T. Hamilton Brown
- Southern Exposure
- Oh Buddy!
- The Invisible Fear (1921) .... John Randall

1923
- Navy Blues (1923)